# Містеріани
«Містеріани» (яп. 地球防衛軍, Тікю: бо:еі гун, дослівно укр. Армія оборони Землі) — фантастичний японський фільм токусацу режисера Ісіро Хонди, випущений кінокомпанією Toho у 1957 році. У США фільм вийшов в прокат в 1959 році.
В результаті успіху фільму в 1959 році Ісіро Хонда зняв продовження — «Битва у відкритому космосі». Обидві частини складають разом з фільмом «Горас» кінотрилогію в жанрі «космічної опери».

## Сюжет
В околицях села, розташованого біля підніжжя Фудзіями, трапляється сильний землетрус, і з прихованої печери назовні виходить гігантський робот Могера, який починає знищувати прилеглі поселення лазерними гарматами. Бойову машину вдалося зупинити тільки великою кількістю вибухівки. Пізніше у всій окрузі спостерігаються кілька НЛО, біля підніжжя Фудзіями з'являється дивний об'єкт — база, швидко зведена інопланетянами. Прибульці запрошують до себе кількох вчених і політиків, яким розповідають про себе. Після того, як їх планета Містероід, розташована в поясі астероїдів, була знищена ядерною війною, частина Містеріанів встигла врятуватися і влаштуватися на Марсі. Однак тепер їх народ дуже нечисленний, і для забезпечення продовження існування їх виду інопланетяни просять виділити їм невеликий район на Землі і віддати їм кількох жінок для продовження їх роду. Земляни відповідають відмовою, оскільки робот Могера належав Містеріанам, і з цього дня починається глобальна війна між людством і прибульцями.

## Кайдзю
- Могера

## Команда

### У ролях
- Кендзі Цукру[en] — «Дзедзі Ацумі»
- Юмі Сіракава[en] — «Ецуко Сіраісі»
- Момоко Коті — «Хіроко Івамото»
- Акіхіко Хірата (Акіхіко Онода) — «астрофізик Реіті Сіраісі»
- Такасі Сімура — «доктор астрофізики Кендзіро Адаті»
- Сусуму Фудзіта[en] — «командуючий армією оборони Моріта»
- Хісая Іто — «капітан армії оборони Секі»
- Єсіо Косугі — «командуючий авіацією Сугімото»
- Фуюкі Муракамі (Сайсю Муракамі) — «доктор наук Нобуо Каванами»
- Єсіо Цутія — «лідер Містеріан»
- Міносуке Ямада — «начальник управління національної оборони Хамамото»
- Тецу Накамура — «доктор наук Цутому Коду»
- Хейхатіро Окава — «начальник відділу зовнішніх зв'язків командування оборони»
- Такео Оікава — «телекоментатор Сабуро Нодзава»
- Харуя Като — «Сендзо»
- Сенкіті Омура — «Кенкіті»
- Ютака Саду — «інспектор Міямото»
- Хідео Саєкі — «командир Емото»
- Рікіе Сандзе — «мати Реіти і Ецуко Сіраісі»
- Содзі Убуката — «доктор наук Масао Нода»
- Міцуо Цуда — «депутат»
- Рен Імаідзумі — «інженер НІІ „Адати“ Хаямі»
- Сін Отомо — «поліцейський Кавада»
- Такудзо Кумагай — «полковник Іто»
- Акіо Кусама — «начальник поліцейської дільниці Тогава»
- Сеїті Хіросе — «поліцейський у цивільному»
- Тадао Накамару — «лейтенант Ямамото»
- Камаюкі Цубоно — «поліцейський відповідає на телефонні дзвінки»
- Ринсаку Огата — «поліцейський Тамія»
- Ясухіро Сігенобу — «Дзіро»
- Джордж Фернес (George Furness) — «доктор наук Річардсон»
- Гарольд Конвей (Harold S. Conway) — «доктор наук Іммельман»
- Харуо Накаджіма — «Могера» / керівник Містеріан / керівник армії оборони / персонал Сил Самооборони.
- Кацумі Тедзука — «Могера / житель села»

### Знімальна група
- Режисер: Ісіро Хонда
- Продюсер: Томоюкі Танака
- Автор оригіналу: Дзедзіро Окамі
- Автори сценарію: Сігеру Каяма (Кодзі Ямада), Такесі Кімура (Каору Мабуті)
- Оператор: Хадзіме Коїдзумі
- Художник-дизайнер: Теруакі Абе
- Звукооператор: Масанобу Міядзакі
- Освітлювач: Куїтіро Кісіда
- Композитор: Акіра Іфукубе
- Помічник режисера Кодзі Кадзіта
- Звукові ефекти: Ітіро Мінава
- Монтаж: Коїті Івасіта
- Поствиробництво: Toyo Genzosho (IMAGICA)
- Менеджер по виробництву: Ясуакі Сакамото

#### Спецефекти
- Режисер: Ейдзі Цубурая
- Оператори: Сюдзабуро Аракі, Садамаса Арікава
- Художник-дизайнер: Акіра Ватанабе
- Освітлювач: Масао Сірота
- Композитінг: Хіросі Мукояма

## Виробництво
Спочатку у фільмі не повинно було бути ніяких чудовиськ, але у продюсера Томоюки Танака виникла ідея використовувати у фільмі кайдзю. Як варіант він розглядав ящероподібну істоту, але в підсумку його замінили на величезного робота для більшої наочності технічної переваги Містеріанів. На основі ж відкинутого дизайну жахливого ящера пізніше був створений Барагон для фільму «Франкенштейн проти Барагона».
Робот Могера пізніше знову з'явився у фільмі «Ґодзілла проти Космічного Ґодзілли», але там він вже є творінням людей, а не інопланетної раси.